# Henry Meige
Henry Meige (Moulins, 11 febbraio 1866 – La Varenne-Saint-Hilaire, 29 settembre 1940) è stato un neurologo francese.

## Biografia
Nato in una famiglia che vantava una notevole tradizione medica, Meige rappresentava la quarta generazione di dottori. Dopo essersi diplomato nella propria città natia, si trasferì a Parigi per studiare medicina e, a seguito del conseguimento della laurea, trovò posto all'ospedale della Salpêtrière. Divenuto allievo di Jean-Martin Charcot, che era a capo della clinica delle malattie del sistema nervoso della Salpêtrière, nel 1893 alla morte del maestro ottenne il dottorato con una tesi dal titolo "Lo studio di certi viaggiatori neuropatologici: l'ebreo errante della Salpêtrière". La tesi, preparata sotto la supervisione di Charcot, si basava in parte sulle osservazioni che i due avevano fatto alla Salpêtrière e in parte su articoli non accademici relativi agli ebrei erranti.
Nel 1894 lasciò la Salpêtrière per seguire Édouard Brissaud all'ospedale Saint-Antoine di Parigi e si interessò all'acromegalia e al gigantismo. Nel 1902 pubblicò una monografia a quattro mani con Eugene Feindel sulla patogenesi, sintomatologia e trattamento della sindrome di Tourette; il libro, che forniva delle conoscenze fondamentali sui tic, venne tradotto in inglese nel 1907 dal neurologo Samuel Alexander Kinnier Wilson.
Proseguendo gli studi sui movimenti involontari, pubblicò nel 1910 un articolo scientifico sul blefarospasmo e sulla distonia oromandibolare, divenendo ben presto il suo lavoro scientifico più importante, e la malattia assunse il nome di sindrome di Meige.

## Opere
- Henry Meige e Eugene Feindel, Les tics et leur traitement, Parigi, Masson et Cie, 1902.